# Lekkoatletyka na Letnich Igrzyskach Olimpijskich 2020 – skok wzwyż kobiet
Skok wzwyż kobiet – jedna z konkurencji lekkoatletycznych rozgrywanych podczas igrzysk olimpijskich w Tokio. Zawody odbyły się 5 i 7 sierpnia 2021 roku.
Obrończynią tytułu mistrzowskiego z 2016 roku była Hiszpanka Ruth Beitia, która zakończyła karierę w 2017 roku.
W zawodach wystartowało 31 zawodniczek z 20 państw.

## Terminarz
Wszystkie godziny podane są w czasie japońskim (UTC+09:00) oraz polskim (CEST).
| Data            | Godzina rozpoczęcia | Godzina rozpoczęcia |            |
| Data            | UTC+09:00           | CEST                |            |
| --------------- | ------------------- | ------------------- | ---------- |
| 5 sierpnia 2021 | 9:10                | 2:10                | Eliminacje |
| 7 sierpnia 2021 | 19:35               | 12:35               | Finał      |

## Rekordy
Tabele uwzględniają rekordy uzyskane przed rozpoczęciem zawodów.
|                   | Zawodniczka         | Wynik  | Miejsce   | Data                  |
| ----------------- | ------------------- | ------ | --------- | --------------------- |
| Rekord świata     | Stefka Kostadinowa  | 2,09 m | Rzym      | 30 sierpnia 1987(dts) |
| Rekord olimpijski | Jelena Slesarienko  | 2,06 m | Ateny     | 28 sierpnia 2004(dts) |
| Listy światowe    | Jarosława Mahuczich | 2,03 m | Sztokholm | 4 lipca 2021(dts)     |

|                            | Zawodniczka        | Wynik  | Miejsce    | Data                  |
| -------------------------- | ------------------ | ------ | ---------- | --------------------- |
| Rekord Afryki              | Hestrie Cloete     | 2,06 m | Paryż      | 31 sierpnia 2003(dts) |
| Rekord Ameryki Południowej | Solange Witteveen  | 1,96 m | Oristano   | 8 września 1997(dts)  |
| Rekord Ameryki Północnej   | Chaunté Lowe       | 2,05 m | Des Moines | 26 czerwca 2010(dts)  |
| Rekord Australii i Oceanii | Nicola McDermott   | 2,01 m | Sztokholm  | 18 kwietnia 2021(dts) |
| Rekord Azji                | Nadieżda Dubowicka | 2,00 m | Ałmaty     | 8 czerwca 2021(dts)   |
| Rekord Europy              | Stefka Kostadinowa | 2,09 m | Rzym       | 30 sierpnia 1987(dts) |

## Wyniki

### Eliminacje
Zawodniczki rywalizowały w dwóch grupach: A i B. Do finału kwalifikowało się 12 najlepszych zawodniczek, jednak bezpośredni awans dawał wynik 1,95.
| Pozycja | Grupa | Zawodniczka                | Reprezentacja               | 1,82 | 1,86 | 1,90 | 1,93 | 1,95 | Wynik | Uwagi |
| ------- | ----- | -------------------------- | --------------------------- | ---- | ---- | ---- | ---- | ---- | ----- | ----- |
| 1       | A     | Nicola McDermott           | Australia                   | –    | o    | o    | o    | o    | 1,95  | Q     |
| 1       | B     | Marija Vuković             | Czarnogóra                  | o    | o    | o    | o    | o    | 1,95  | Q     |
| 3       | B     | Jarosława Mahuczich        | Ukraina                     | –    | o    | xo   | o    | o    | 1,95  | Q     |
| 4       | B     | Marie-Laurence Jungfleisch | Niemcy                      | o    | o    | o    | o    | xo   | 1,95  | Q,    |
| 4       | B     | Eleanor Patterson          | Australia                   | –    | o    | o    | o    | xo   | 1,95  | Q     |
| 4       | A     | Safina Sadullayeva         | Uzbekistan                  | –    | o    | o    | o    | xo   | 1,95  | Q     |
| 7       | B     | Morgan Lake                | Wielka Brytania             | o    | o    | o    | xo   | xo   | 1,95  | Q     |
| 8       | B     | Kamila Lićwinko            | Polska                      | –    | o    | xo   | xo   | xo   | 1,95  | Q,    |
| 9       | A     | Vashti Cunningham          | Stany Zjednoczone           | –    | o    | o    | o    | xxo  | 1,95  | Q     |
| 9       | B     | Marija Łasickiene          | Rosyjski Komitet Olimpijski | o    | o    | o    | o    | xxo  | 1,95  | Q     |
| 11      | A     | Iryna Heraszczenko         | Ukraina                     | o    | o    | o    | xo   | xxo  | 1,95  | Q     |
| 11      | A     | Julija Łewczenko           | Ukraina                     | o    | o    | o    | xo   | xxo  | 1,95  | Q     |
| 11      | A     | Maja Nilsson               | Szwecja                     | o    | o    | xo   | o    | xxo  | 1,95  | Q     |
| 14      | A     | Mireła Demirewa            | Bułgaria                    | xxo  | o    | xxo  | xo   | xxo  | 1,95  | Q,    |
| 15      | B     | Erika Kinsey               | Szwecja                     | o    | o    | o    | xxo  | xxx  | 1,93  | SB    |
| 16      | A     | Emily Borthwick            | Wielka Brytania             | o    | xo   | o    | xxo  | xxx  | 1,93  | PB    |
| 16      | B     | Elena Vallortigara         | Włochy                      | o    | o    | xo   | xxo  | xxx  | 1,93  |       |
| 18      | A     | Daniela Stanciu            | Rumunia                     | o    | o    | o    | xxx  |      | 1,90  |       |
| 19      | A     | Karyna Dzimidzik           | Białoruś                    | o    | o    | xo   | xxx  |      | 1,90  |       |
| 20      | B     | Svetlana Radzivil          | Uzbekistan                  | o    | o    | xxo  | xxx  |      | 1,90  |       |
| 20      | A     | Alessia Trost              | Włochy                      | o    | o    | xxo  | xxx  |      | 1,90  |       |
| 22      | A     | Ella Junnila               | Finlandia                   | o    | o    | xxx  |      |      | 1,86  |       |
| 22      | A     | Salome Lang                | Szwajcaria                  | o    | o    | xxx  |      |      | 1,86  |       |
| 22      | B     | Levern Spencer             | Saint Lucia                 | o    | o    | xxx  |      |      | 1,86  |       |
| 25      | B     | Rachel McCoy               | Stany Zjednoczone           | o    | xo   | xxx  |      |      | 1,86  |       |
| 25      | A     | Imke Onnen                 | Niemcy                      | o    | xo   | xxx  |      |      | 1,86  |       |
| 25      | B     | Ana Šimić                  | Chorwacja                   | o    | xo   | xxx  |      |      | 1,86  |       |
| 28      | B     | Nadieżda Dubowicka         | Kazachstan                  | o    | xxo  | xxx  |      |      | 1,86  |       |
| 28      | A     | Kristina Owczinnikowa      | Kazachstan                  | o    | xxo  | xxx  |      |      | 1,86  |       |
| 28      | A     | Airinė Palšytė             | Litwa                       | o    | xxo  | xxx  |      |      | 1,86  |       |
| 31      | B     | Tynita Butts-Townsend      | Stany Zjednoczone           | xo   | xxx  |      |      |      | 1,82  |       |

### Finał
| Pozycja | Zawodniczka                | Reprezentacja               | 1,84 | 1,89 | 1,93 | 1,96 | 1,98 | 2,00 | 2,02 | 2,04 | Wynik | Uwagi |
| ------- | -------------------------- | --------------------------- | ---- | ---- | ---- | ---- | ---- | ---- | ---- | ---- | ----- | ----- |
| 1. !    | Marija Łasickiene          | Rosyjski Komitet Olimpijski | o    | o    | o    | xxo  | xo   | xo   | o    | xo   | 2,04  | SB    |
| 2. !    | Nicola McDermott           | Australia                   | –    | o    | o    | xo   | o    | o    | xo   | xxx  | 2,02  | AR    |
| 3. !    | Jarosława Mahuczich        | Ukraina                     | –    | o    | o    | xo   | xxo  | xo   | x-   | xx   | 2,00  |       |
| 4       | Iryna Heraszczenko         | Ukraina                     | o    | o    | o    | o    | xo   | xxx  |      |      | 1,98  | SB    |
| 5       | Eleanor Patterson          | Australia                   | o    | o    | o    | o    | xxx  |      |      |      | 1,96  | SB    |
| 6       | Vashti Cunningham          | Stany Zjednoczone           | o    | o    | o    | xo   | xx-  | x    |      |      | 1,96  |       |
| 6       | Safina Sadullayeva         | Uzbekistan                  | –    | o    | o    | xo   | xxx  |      |      |      | 1,96  | PB    |
| 8       | Julija Łewczenko           | Ukraina                     | o    | o    | xo   | xo   | xx-  | x    |      |      | 1,96  | SB    |
| 9       | Marija Vuković             | Czarnogóra                  | o    | o    | xo   | xxo  | xxx  |      |      |      | 1,96  |       |
| 10      | Marie-Laurence Jungfleisch | Niemcy                      | o    | o    | xo   | xxx  |      |      |      |      | 1,93  |       |
| 11      | Kamila Lićwinko            | Polska                      | o    | o    | xxo  | xxx  |      |      |      |      | 1,93  |       |
| 12      | Mireła Demirewa            | Bułgaria                    | xo   | o    | xxo  | xxx  |      |      |      |      | 1,93  |       |
| 13      | Maja Nilsson               | Szwecja                     | o    | xxx  |      |      |      |      |      |      | 1,84  |       |
|         | Morgan Lake                | Wielka Brytania             |      |      |      |      |      |      |      |      | DNS   |       |

Źródło: 